# Татарник
Татарник Название многих колючих растений семейства Астровые, главным образом рода Onopordum, или Онопордум. (лат. Onopordum) — род двулетних, реже многолетних, травянистых растений семейства Астровые.

## Распространение
Представители рода распространены в Европе (в основном в средиземноморском регионе), Северной Африке, на Канарских островах, Кавказе, в Западной и Средней Азии.

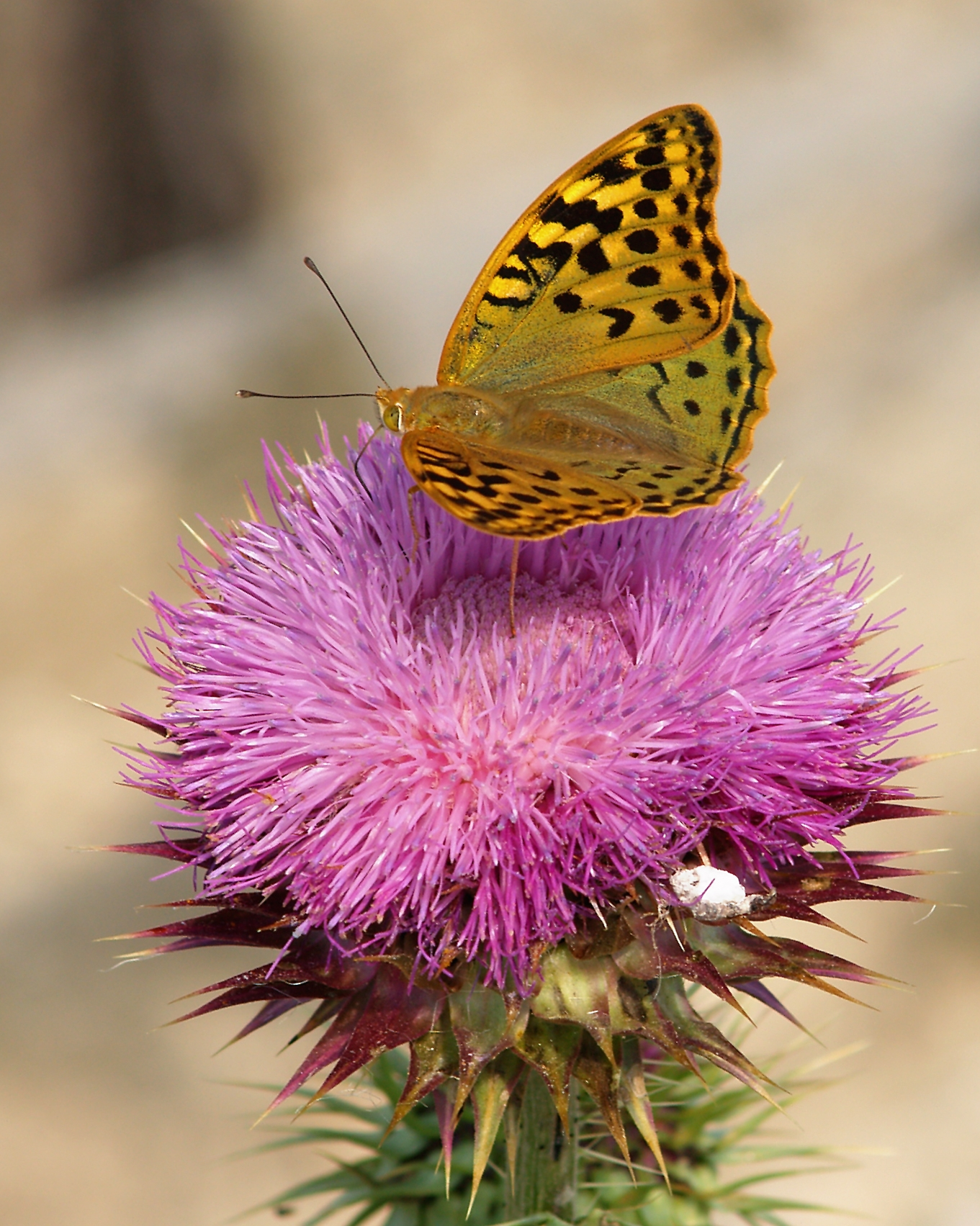
Перламутровка пандора (Argynnis pandora) на цветке Татарник колючий|Татарника колючего (Onopordum acanthium)

## Название
Научное название рода происходит от др.-греч. ὄνος — осёл и πορδή — ветрогон.

## Ботаническое описание
Растения бесстебельные или с одиночным, прямостоящим неветвистым, слабо ветвистым или от середины ветвистым стеблем.
Листья крупные, колючие, зелёные.
Корзинки много и равноцветковые, одиночные или многочисленные, на концах цветоносов, реже пазушные. Обёртка яйцевидная, продолговато-шаровидная или шаровидная, лучи обёртки черепитчатые, вытянутые в ланцетный или клиновидный кончик. Цветоложе мясистое, глубокоямчатое. Венчик пятираздельный, слабо раскрытый, пурпурный, фиолетовый, розовый, желтоватый или белый.

## Значение и применение
Хорошие медоносы.
В семенах содержится жирное масло, которое по химическому составу похоже на подсолнечное масло.

## Виды

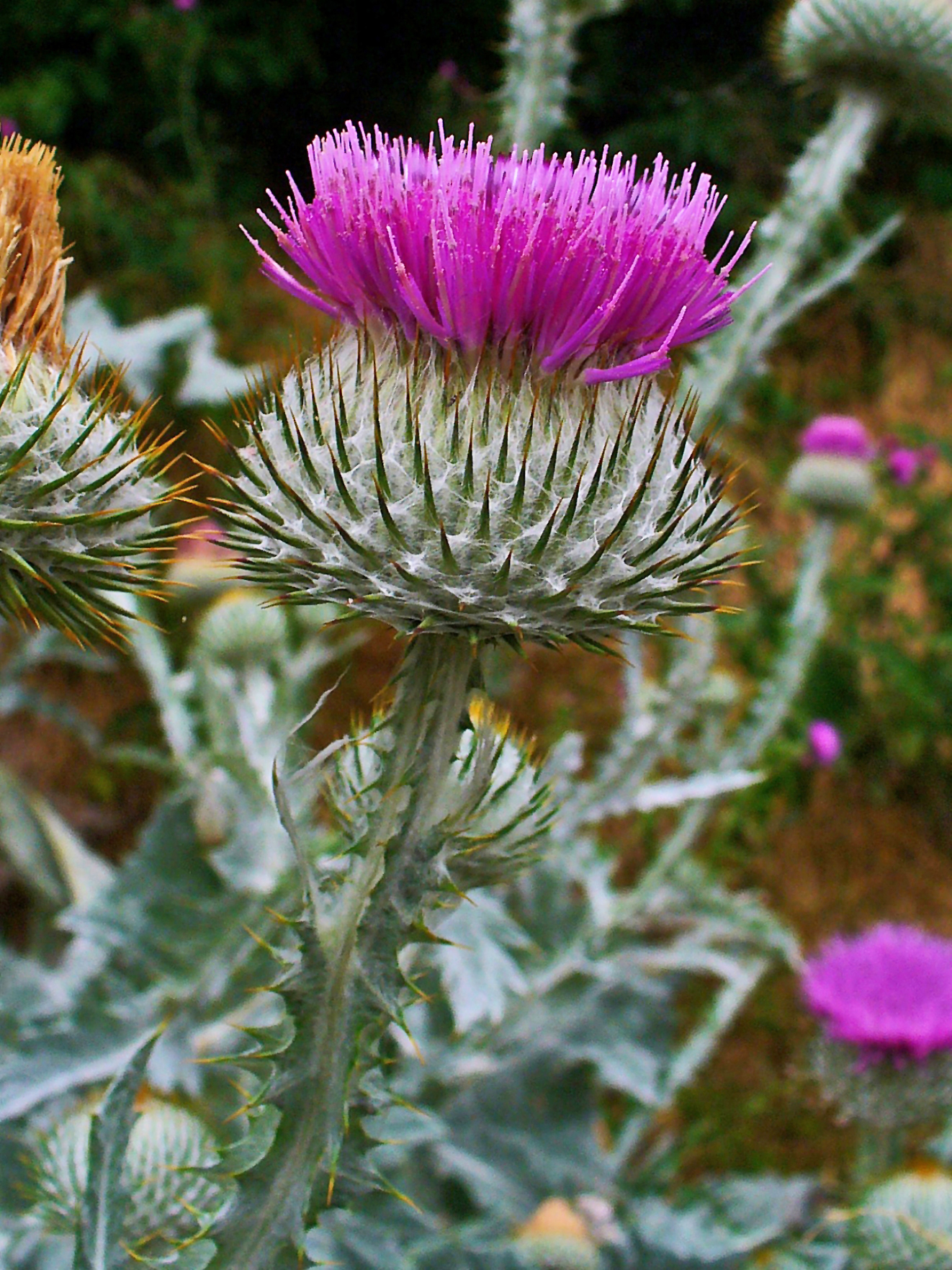
Onopordum acanthium

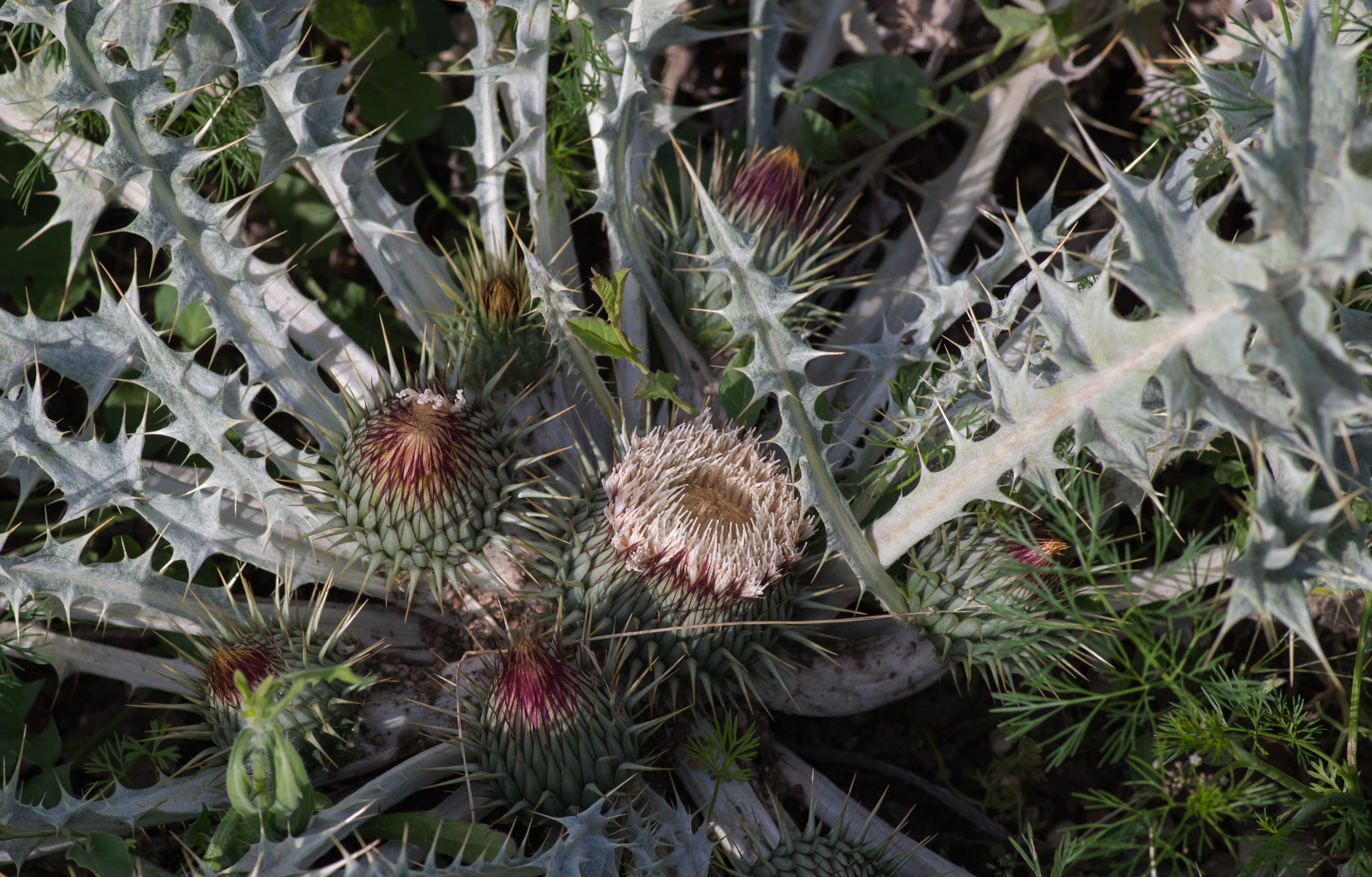
Onopordum acaulon

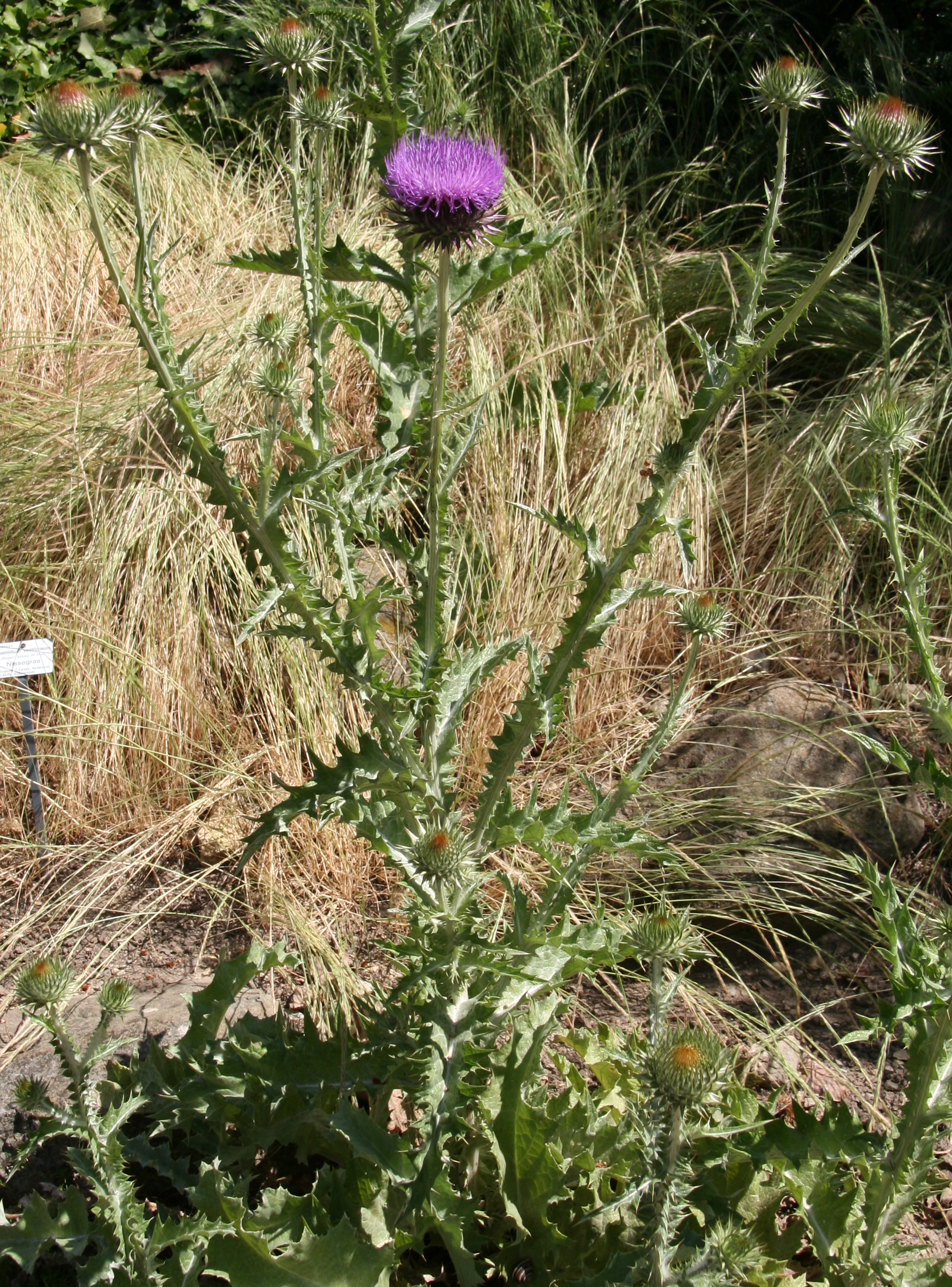
Onopordum algeriense

Включает более 40 видов, некоторые из них:
- Onopordum acanthium L. — Татарник колючий, или Онопордум колючий
- Onopordum acaulon L.
- Onopordum anatolicum Boiss. & Heldr. ex Boiss.
- Onopordum bracteatum Boiss. & Heldr.
- Onopordum carduchorum Bornm. & Beauverd
- Onopordum caricum Hub.-Mor.
- Onopordum cynarocephalum Boiss. & Blanche
- Onopordum illyricum L.
- Onopordum leptolepis DC. — Татарник тонкочешуйчатый, или Онопордум тонкочешуйчатый
- Onopordum nervosum Boiss.
- Onopordum nogalesii Svent.
- Onopordum seravschanicum Tamamsch.
- Onopordum sibthorpianum Boiss. & Heldr.
- Onopordum tauricum Willd. — Татарник таврический, или Онопордум таврический
- Onopordum turcicum Danin
- Onopordum wallianum Maire